# Alaskas Lov
Alaskas Lov er en amerikansk stumfilm fra 1918 af Irvin Willat.

## Medvirkende
- Charles Ray - Alain de Montcalm
- Doris May - Therese Le Noir
- Robert McKim - Caesar Le Noir
- Gloria Hope - Virginie de Montcalm
- Charles K. French - Michel de Montcalm